# Поплавський Михайло Михайлович
Миха́йло Миха́йлович Попла́вський (нар. 28 листопада 1949, с. Мечиславка Голованівського району Кіровоградської області) — український педагог, виконавець пісень, політик, доктор педагогічних наук (1990), професор (1990), повний кавалер ордена «За заслуги» (2007), лауреат національної премії «Людина року» (2009), заслужений діяч мистецтв України, народний артист України, продюсер, телеведучий, режисер-постановник. Ректор (1993–2015) та Президент (станом на 2021 рік) Київського університету культури і мистецтв. Народний депутат України IV, VII та VIII скликань. Голосував за диктаторські закони 16 січня 2014 року.

## Біографія
Народився 28 листопада 1949 року в селі Мечиславка Голованівського району Кіровоградської області в родині колгоспників Михайла Романовича (1923—1999) та Меланії Григорівни (1925—2011) Поплавських.
- 1967–1968 — учень ПТУ, Горлівка.
- 1968 — машиніст електровозу шахти № 6, Кіровське Донецької області.
- З 1969 р. — служба в лавах збройних сил СРСР.
- 1971–1973 — директор Великотроянівського сільського будинку культури.
- 1973–1975 — директор Ульянівського районного будинку культури Кіровоградської області.
- 1975–1979 — студент, голова профкому, КДІК.
- 1979 — заступник директора Республіканського будинку народної творчості УРСР.

Навчався в аспірантурі Академії педагогічних наук СРСР.
- З 1985 р. — ст. викладач, доцент, професор, завідувач кафедри, декан факультету.
- У 1990 році захистив докторську дисертацію «Соціально-педагогічні основи організації дозвілля учнівської молоді» в Ленінградській Академії культури[7].
- 1995–1997 — ректор Київського державного інституту культури.
- 1997–1999 — ректор Київського державного університету культури.
- 1999–2014 — ректор Київського національного університету культури і мистецтв.
- З 2021 — президент  Київського національного університету культури і мистецтв[8].

## Мистецька діяльність
Михайло Поплавський відомий як співак, генеральний продюсер, головний режисер-постановник, автор численних мистецьких проєктів, зокрема: Всеукраїнського дитячого телеконкурсу «Крок до зірок»; кулінарної телепередачі «Шеф-кухар країни» (на яку, бувши ведучим, Поплавський запрошував відомих і шанованих людей як гостей програми); батл-шоу «Наша пісня»; Шевченківського вечора «Ми діти твої, Україно!»; концертної програми до Міжнародного дня матері «Мамо, вічна і кохана»; музичного телемарафону «Пісня об'єднує нас» та ін.
На думку редактора телекритики І. Долженкової, М. Поплавський зберігає популярність завдяки тому, що він «інтуїтивно апелює до прадавніх, але успішно придушених вимушеною цивілізованістю рис української ментальності з її неодмінним сентиментом до свого „ставка, млинка й вишневого садка“» і залишається єдиним діячем, що пропагує в українському телеефірі українську пісню. Одночасно Поплавського критикували за несмак, зокрема політик Ганна Герман. Критик Тамара Гундорова відзначає у творчості Поплавського використання стереотипних кліше української ідентичності — «вареники», «сало», «борщ», за допомогою яких продукується «спрощений, екзотично забарвлений образ українського світу».
Журналіст О. Супруненко свідчить про принцип «сім П», що лежить в основі успіху команді Поплавського: «професіоналізм, патріотизм, порядність, потужно працювати та прєданность Поплавському».
У 2006—2010 роках М. Поплавський дав ряд концертів, що називалися «прощальними» в різних містах України, що не завадило, однак, продовжити Поплавському виступати й надалі. Пізніше Поплавський публічно оголошував про «завершення» співочої кар'єри у 2013 році та 2019 роках
У 2021 році Поплавський знову оголосив про завершення кар'єри, причому не тільки співацької, а й ректорської.

## Політична діяльність
- 1998 — балотувався на виборах до Верховної Ради України, виборчий округ № 100 (Кіровоградська область), зайняв 2-ге місце, 15,5 % (голосів).
- 2002–2006 — Народний депутат України 4-го скликання (виборчий округ № 101, Кіровоградська область, 48,44 % голосів). 12 червня 2002 року обраний на посаду заступника голови Комітету Верховної Ради України з питань культури і духовності. Протягом 2002–2005 років був членом депутатських Фракцій «Єдина Україна» та «Трудова Україна».
- 2004 — стає президентом міжнародної громадської організації «Об'єднання українців світу».
- У 2010 році був обраний депутатом Київської обласної ради за виборчим округом № 63 (місто Ірпінь), як кандидат від Партії Регіонів[23].
- У 2012 році балотувався у народні депутати по мажоритарному округу № 91 (Київщина) як самовисуванець[24] (за повідомленнями преси — за підтримки Партії регіонів[25]), але поступився представнику партії «УДАР» Руслану Сольвару (набрав 16,97 %)[26].
- З 15 січня 2014 року — Народний депутат України 7-го скликання, самовисуванець на повторних виборах по одномандатному округу № 194 (Черкащина)[27], група «Суверенна європейська Україна», його довірена особа — Костиря Інна Олександрівна. На другий день після складання присяги, 16 січня 2014 року, попри порушення регламенту, голосував та підтримав закони про диктатуру[28] Після кривавих подій 18-20 лютого підтримав проєкт Постанови про засудження застосування насильства, що призвело до загибелі мирних громадян України[29] і Постанову про самоусунення Януковича від виконання конституційних повноважень[30].
- На парламентських виборах 2014 року балотувався по мажоритарному виборчому округу № 101 (Кіровоградська область), здобувши 31,45 % голосів[31]. Бувши народним депутатом, увійшов до депутатської групи «Воля народу». Член Комітету Верховної Ради України з питань науки і освіти. Більшість засідань прогуляв[32][33], не підтримав ані «Звернення… про визнання Російської Федерації державою-агресором»[34], ані законопроєкт, що накладав обмеження на право трансляції російських кінофільмів[35], ані законопроєкт про обов'язкове володіння держслужбовцями українською мовою[36], хоча й підтримав закони про декомунізацію[37][38][39][40]. Підтримав Проєкт Закону про внесення змін до Конституції України (щодо децентралізації влади)[41]
- Очолив виборчий список Аграрної партії на парламентських виборах 2019 року[42], але до парламенту — не потрапив.

## Власність
Мережа ресторанів "Батьківська Хата", Еко-крамничка "Поплавок", Мережа кав'ярень "Star кава".

## Нагороди
- Грамота Президії ВР УРСР (1984).
- Лауреат загальнонаціональної програми «Людина року» (1997, номінація "Діяч культури і мистецтв)
- Лауреат всеукраїнського рейтингу популярності «Золота фортуна» (1998).
- Орден М. Грушевського IV ст. «За розбудову України» (2000).
- Золота медаль «За заслуги в освіті» Всеукраїнського рейтингу «Софія Київська» (2001).
- Повний кавалер ордена «За заслуги» (2000 р. — ІІІ ст., 2001 р. — II ст., 2007 р. — I ст.)
- Володар титулу «Людина року»

## Друковані роботи
Автор підручників:
- «Менеджер культури» (1993, 1996);
- «Азбука паблік-рілейшенз» (1997, 2-е вид. 2007);
- «Ректор» (1997);
- «Менеджер шоу-бізнесу» (1999);
- «Формула успіху» (2000);
- «Шоу-бізнес: теорія, історія, практика» (2001);
- «Антологія сучасної української естради» (в 2 т., 2003).

## Музичні альбоми
- 2001 — Кропива
- 2012 — З добром до людей

## Відео
- «Юний орел» (1996)
- «Кропива» (2 версії, 1998)
- «Міша+Вєра» (2001)
- «Ти моє сонце»
- «Ти моє кохання»
- «Любов»
- «Блюз еротичних думок»
- «Поклич мене» (2002)
- «Шаланди» (2003)
- «Сало» (2 версії, 2006)
- «Батько» (2008)
- «Банька» (2008)
- «Мамина черешня»
- «Варенички»
- «Ми були молоді»
- «Моя Україна»
- «Здрастуй, рідне село»
- «Дорогі мої батьки»
- «Пам'яті друга»
- «Хава нагіла»
- «Прощання»
- «Сніг кружляє»
- «Полем» (2009)
- «Сину мій» (2009)
- «Приречений на любов» (2013)
- «Я твій Міша» (2021)
- «Далі буде» (2021)
- «А нам сьогодні 50» (2021)

## Ролі в кіно
- 2000 — Чорна рада — Вуяхевич, генеральний писар[43]
- 2019 — Великі Вуйки — міністр інфраструктури

## Критика
Пройшовши до Верховної Ради 7 скликання та отримавши депутатський мандат під час Революції гідності, 15 січня 2014 року, Михайло Поплавського звинувачували в тому, що він підтримав сумнозвісні «Диктаторські закони», але цю інформацію офіційно спростували.
За повідомленнями авторитетних видань, Михайло Поплавський, як ректор Національного університету культури і мистецтв, створив корупційну схему, яка дозволяла йому заробляти щорічно понад 20 мільйонів гривень. А саме, Поплавський заснував приватний вищий навчальний заклад «Київський університет культури», студенти якого де-факто навчалися в державному виші. Студенти на трьох перших курсах офіційно зараховувалися до приватного університету, якому сплачували гроші за контрактами. Насправді ж вони навчалися на базі державного ВНЗ. Після третього курсу їх відраховували з КУКу і переводили на контракт у Національний університет культури і мистецтв, де вони й отримували дипломи.
У липні 2005 року Київрада своїм рішенням (№ 885/3460) надала у постійне користування Київському національному університету культури і мистецтв, ректором якого є Михайло Поплавський, земельну ділянку площею 2,3 га поблизу станції метро "Печерська" (м. Київ, вул. Щорса, 36) для будівництва, експлуатації та обслуговування навчальних корпусів, гуртожитку та житлового будинку. Проте ділянку було використано не за цільовим призначенням та забудовано елітним житлом на продаж — про це йшлося в журналістському розслідуванні «Наших Грошей», передрукованому авторитетними виданнями.

## Скандали
З моменту заснування Приватний вищий навчальний заклад «Київський університет культури» (КУК) тісно співпрацює із Київським національним університетом культури і мистецтв (КНУКіМ). Університети відомі спільною реалізацією освітніх програм та спільною організацією освітнього процесу. Вони провадять схожі напрями діяльності, зокрема, в галузі культури і мистецтва, спільно проводять наукові, культурні, мистецькі та освітні заходи. У 2014 році така тісна співпраця піддавалася критиці, після чого в діяльності університетів спостерігається розмежування. Схема працює так: студентів-контрактників зараховують до приватного КУКу, де вони вчаться на базі державного КНУКіМ. Після третього курсу їх відраховують з КУКу і переводять на контракт до державного університету, де вони отримують відповідні дипломи. За даними реєстру фізичних та юридичних осіб, прямий засновник Приватного вищого навчального закладу «Київський університет культури» – компанія «Укрконцерт». Остання, у свою чергу, має двох засновників. Це  ректор державного Київського національного університету культури і мистецтв Михайло Поплавський та його син Олександр. Згідно з електронною декларацією Михайла Поплавського за 2015 рік, він отримав 2,90 млн грн. у вигляді роялті від "Київського університету культури".
У липні 2020 року на адресу Михайла Поплавського пролунали звинувачення в сексизмі. Наприклад, колишня в.о. міністра охорони здоров’я Уляна Супрун повідомила, що в цивілізованих країнах за подібні відео та поведінку він міг би отримати декілька справ.
У березні 2023 року низка вітчизняних ЗМІ оприлюднили сюжет, у якому Михайло Поплавський у ході спілкування з абітурієнтами під час Дня відкритих дверей у Київському університеті культури і мистецтв опинився в центрі гучного скандалу.